# Force (Italië)
Force is een gemeente in de Italiaanse provincie Ascoli Piceno (regio Marche) en telt 1565 inwoners (31-12-2004). De oppervlakte bedraagt 34,2 km², de bevolkingsdichtheid is 46 inwoners per km².

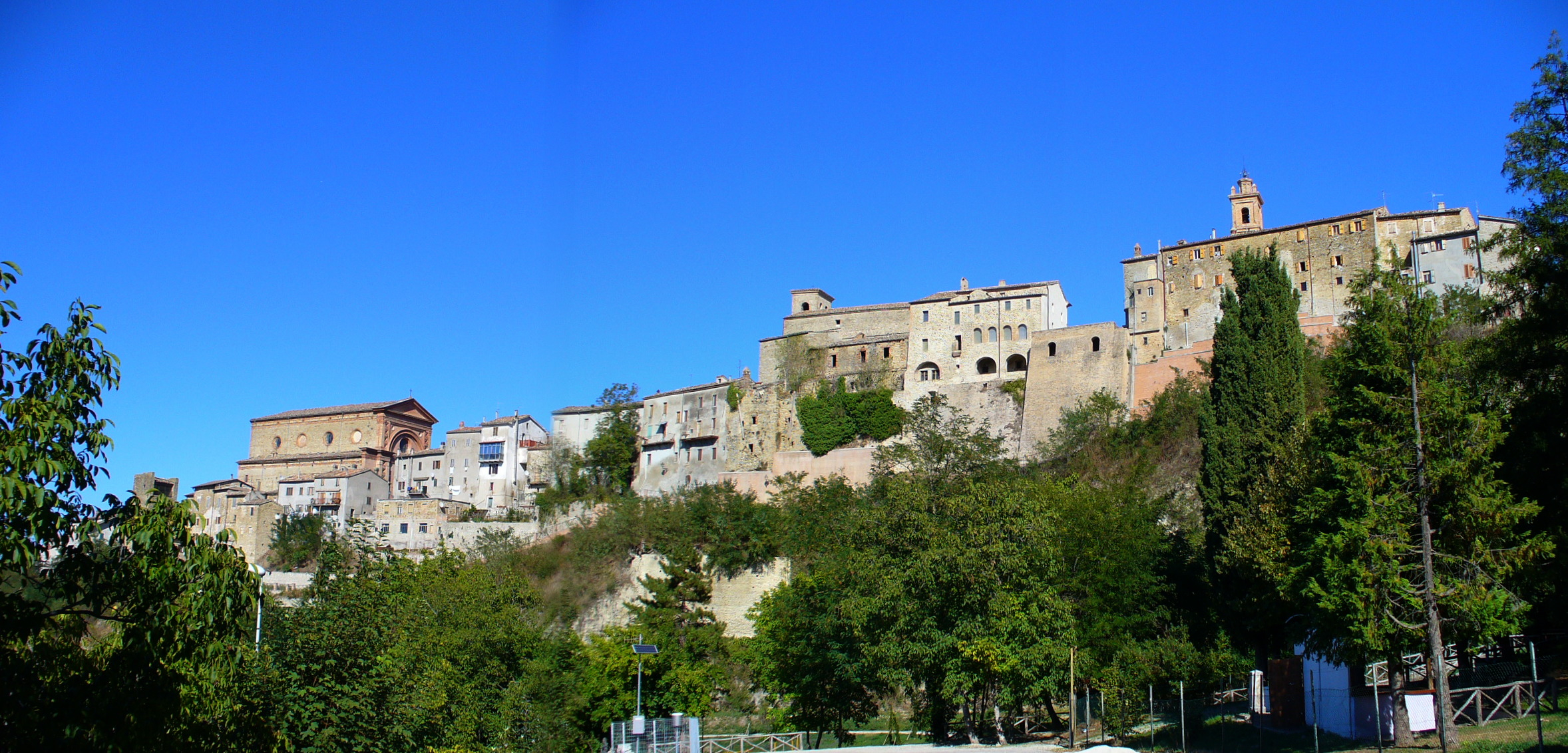
Force
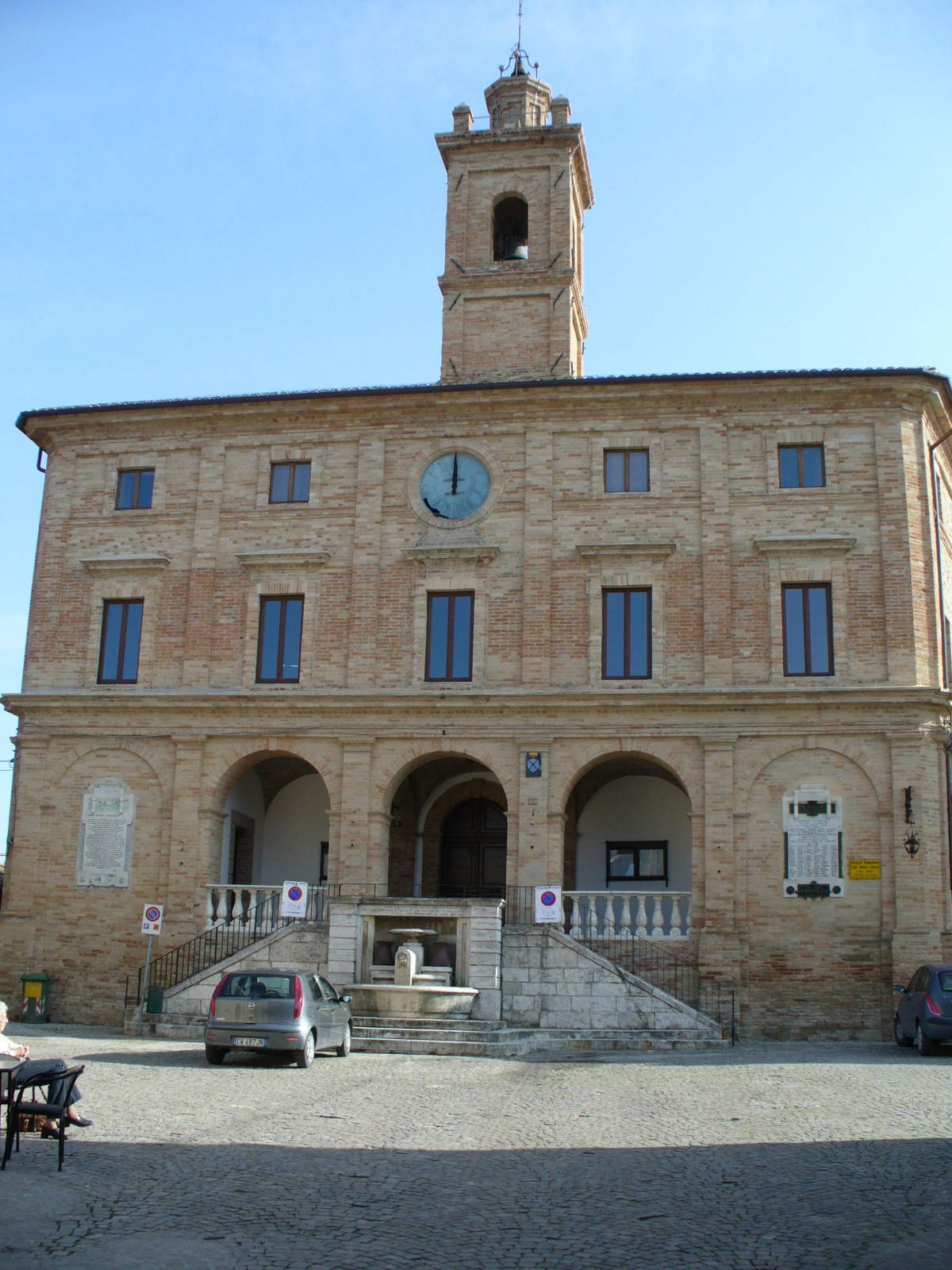
Gemeentehuis

## Demografie
Force telt ongeveer 535 huishoudens. Het aantal inwoners daalde in de periode 1991-2001 met 7,0% volgens cijfers uit de tienjaarlijkse volkstellingen van ISTAT.
| Jaar | Inwoneraantal |
| ---- | ------------- |
| 1991 | 1722          |
| 2001 | 1602          |

## Geografie
Force grenst aan de volgende gemeenten: Comunanza, Montefalcone Appennino, Montelparo, Palmiano, Rotella, Santa Vittoria in Matenano, Venarotta.
Acquasanta Terme · Acquaviva Picena · Appignano del Tronto · Arquata del Tronto · Ascoli Piceno · Carassai · Castel di Lama · Castignano · Castorano · Colli del Tronto · Comunanza · Cossignano · Cupra Marittima · Folignano · Force · Grottammare · Maltignano · Massignano · Monsampolo del Tronto · Montalto delle Marche · Montedinove · Montefiore dell'Aso · Montegallo · Montemonaco · Monteprandone · Offida · Palmiano · Ripatransone · Roccafluvione · Rotella · San Benedetto del Tronto · Spinetoli · Venarotta
1. ↑  https://demo.istat.it/?l=it.